# Władysław Radwan

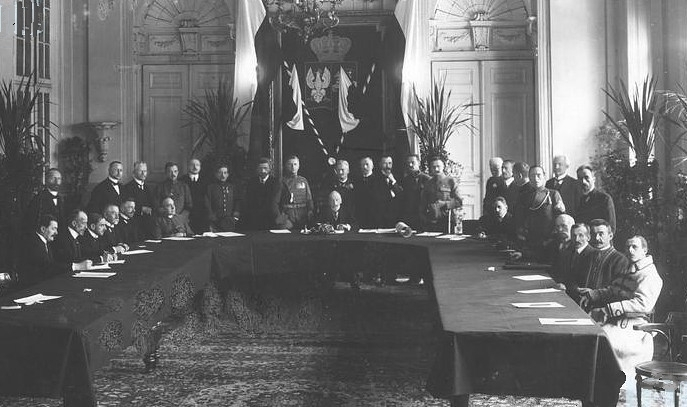
Inauguracyjne posiedzenie Tymczasowej Rady Stanu 14 stycznia 1917

Władysław Radwan (ur. 27 czerwca 1884 w Machorach w pow. opoczyńskim, zm. 1 lipca 1963 w Zalesiu Dolnym) – polski nauczyciel i działacz oświatowy, organizator polskiego skautingu („Junactwo”) w Królestwie Kongresowym, organizator kształcenia nauczycieli, Kursów dla Dorosłych i Towarzystwa Uniwersytetów Ludowych w II Rzeczypospolitej, członek Departamentu Oświaty w rządzie RP na uchodźstwie, pracownik Gabinetu Ministra Oświaty, Czesława Wycecha w Tymczasowym Rządzie Jedności Narodowej.

## Dzieciństwo i młodość
Władysław Radwan był synem administratora majątku rolnego Machory, również Władysława, i Wandy z Klawitterów. Miał młodszego brata Józefa (ur. 1887). Uczył się w gimnazjum filologicznym w Radomiu, które skończył z odznaczeniem w 1903 roku, lecz nie został przyjęty na studia w Uniwersytecie Warszawskim z powodu „nieprawomyślności” – był czynnym członkiem tajnej organizacji „Przedburza” i uczestnikiem szkolnych demonstracji patriotycznych. Studiował na Uniwersytecie w Dorpacie, a następnie w Uniwersytecie Jagiellońskim. Ukończył studia na Wydziale Filozoficznym w 1908 roku. W Krakowie działał w studenckiej organizacji „Spójnia” i utrzymywał kontakty z organizacją „Zaranie” (później włączonej do PSL „Wyzwolenie”).

## Lata 1908–1918
W 1908 roku wrócił do Warszawy. Pracował jako nauczyciel przyrody, fizyki i chemii, m.in. w prywatnych warszawskich szkołach Kazimiery Kochanowskiej i Zofii Sierpińskiej, w Szkole Technicznej Drogi Żelaznej Warszawsko-Wiedeńskiej w Żbikowie i w szkole rolniczej w Bratnem  (1912–1914). Przed wybuchem I wojny światowej i w czasie jej trwania:
- od 1912 roku działał w „Junactwie” jako członek Rady Przybocznej (1912–1914), członek Głównej Komendy Drużyn Junackich (1914), naczelnik okręgu warszawskiego i reprezentant organizacji na porozumiewawczym zjeździe organizacji skautowych (1915–1916),
- od 1914 roku należał do Zarządu Komisji Opieki nad młodzieżą szkolną i pracował w Wydziale Oświecenia Komitetu Obywatelskiego m.st. Warszawy w Sekcji Kursów dla Dorosłych i Bibliotek Powszechnych (zob. Stanisław Michalski); od 1915 roku był sekretarzem Sekcji,
- działał w Polskim Związku Nauczycielskim i Stowarzyszeniu Nauczycielstwa Polskiego,
- od 1916 roku był jednym z głównych współpracowników „Przeglądu Szkolnego”,
- w 1916 roku  był sygnatariuszem Deklaracji Stu, wyrażającej warunki osiągniętego po długotrwałych pertraktacjach kompromisu wielu partii i stronnictw politycznych, mającego na celu przyjęcie wspólnej, ogólnonarodowej postawy w sprawie niepodległości Polski[4].

W 1917 roku został członkiem Rady Sekcji Oświecenia Publicznego w Departamencie Wyznań Religijnych i Oświecenia Publicznego Tymczasowej Rady Stanu – był jednym z głównych autorów wydanych przepisów o szkołach elementarnych.

## Lata 1918–1939

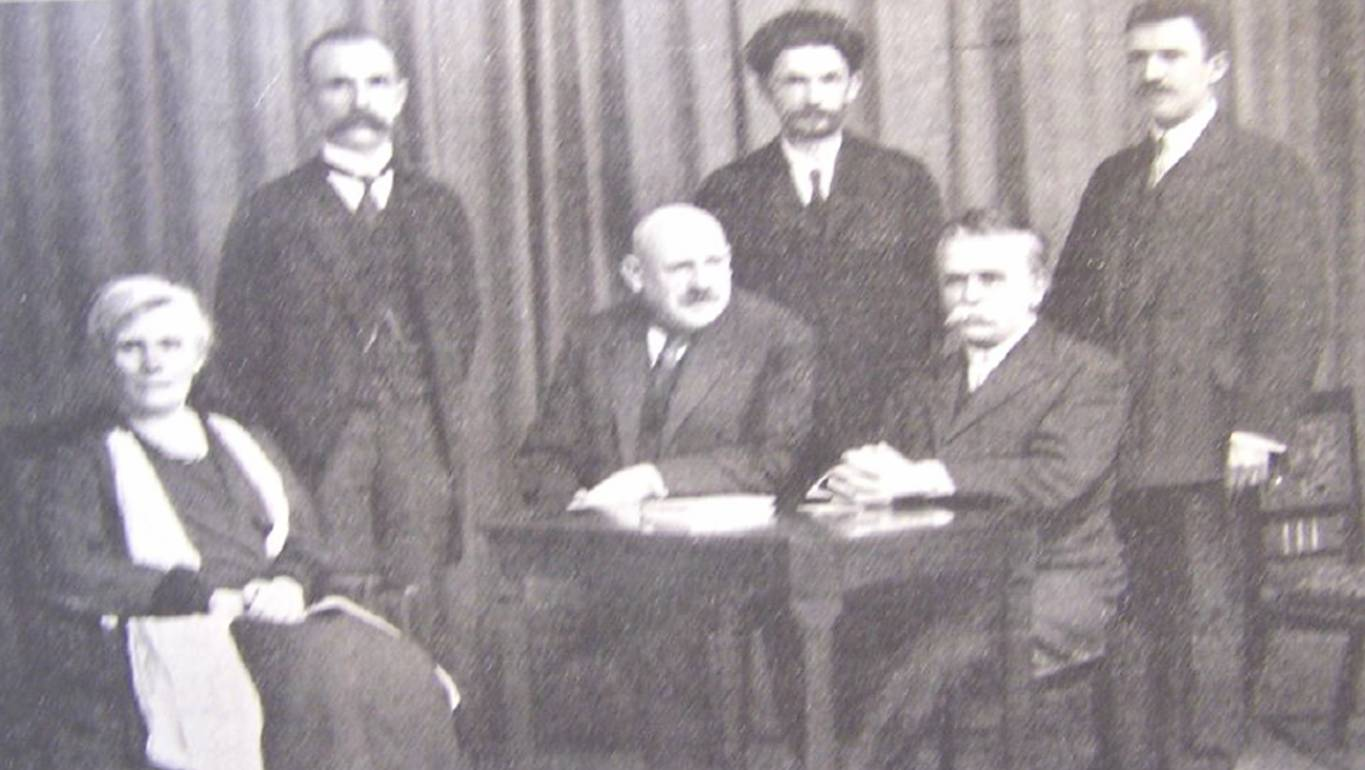
Założyciele Sekcji Kursów dla Dorosłych:
M. Gomólińska, W. Radwan (stoi z lewej),
A. Janowski, St. Małkowski, S. Michalski
J. Zawadzki (ok. 1920)

Od 1918 roku pracował w Ministerstwie Wyznań Religijnych i Oświecenia Publicznego jako wizytator seminariów nauczycielskich (bezskutecznie zabiegał o stanowisko kierownika Seminarium Nauczycielskiego im. S. Konarskiego), a od roku 1919 – jako naczelnik wydziału kształcenia nauczycieli szkół powszechnych w Departamencie Szkolnictwa Powszechnego. Opracował własną koncepcję organizacji szkolnictwa, opartą na 7-klasowej szkole powszechnej, którą przedstawił na „Sejmie nauczycielskim” w kwietniu 1919 oraz wydał broszurę Postulaty w sprawie ustroju szkolnictwa w Rzeczypospolitej Polskiej (1925).
W tym samym czasie był też m.in:
- od 1919 roku – członkiem komisji szkolnej, zorganizowanej przez Zrzeszenie Nauczycielstwa Polskich Szkół Początkowych oraz Związek Nauczycielstwa Polskich Szkół Średnich,
- pracownikiem Biura Kursów dla Dorosłych; w latach 1919–1922 – przewodniczącym Biura, a w latach 1923–1928 – członkiem zarządu (zob. też: Maria Gomólińska[6], Stanisław Michalski[7]),
- członkiem zarządu i prezesem Towarzystwa Uniwersytetów Ludowych (TUL, później połączonego z TUR; zob. też Towarzystwo Wiedzy Powszechnej).

Jako przeciwnik reformy szkolnictwa opracowanej przez ministra Janusza Jędrzejewicza został w czerwcu 1931 roku odsunięty od pracy w MWRiOP i przeszedł na wcześniejszą emeryturę. W następnych latach działał w:
- Państwowym Instytucie Nauczycielskim – jako dyrektor (1931/1932) i wykładowca (1931–1934); wraz z kilkoma innymi wykładowcami złożył dymisję w 1934 roku, w proteście przeciw zwolnieniu dyrektorki PIN, Marii Grzegorzewskiej,
- Związku Nauczycielstwa Polskiego,
- redakcji biuletynów „Kultura wsi” i „Wiejskie uniwersytety ludowe w Polsce”,
- Towarzystwie Regionalnych Ośrodków Społeczno-Wychowawczych dla Młodzieży „Przewodnik Wiejski” (później – Towarzystwo Wiejskich Uniwersytetów Ludowych),
- Wolnej Wszechnicy Polskiej w Warszawie (Wydział Pedagogiczny; współpraca z Heleną Radlińską),

Opublikował m.in. opracowania:
- W sprawie Kół Starszego Harcerstwa (1921, współautorzy: Jan Mauersberger i Henryk Glass),
- Zagadnienia wiejskich uniwersytetów ludowych w Polsce (1938),
- Zagadnienia wychowawczego oddziaływania w wiejskim uniwersytecie ludowym (1939).

## Lata 1939–1945
W czasie okupacji niemieckiej był kierownikiem Departamentu Oświaty w Delegaturze Rządu na Kraj (zob. też Rząd RP na uchodźstwie). Przewodniczył Głównej Komisji Planowania (członkowie: m.in. Bogdan Suchodolski, Stanisław Ossowski, Józef Zawadzki), która przygotowywała m.in. wytyczne, dotyczące polityki kulturalno-oświatowej po wojnie (publikacja w tajnym wydawnictwie Departamentu „Oświata i Kultura”). Działał również w komisji kultury przy tajnym Centralnym Komitecie Ruchu Ludowego (opracował Wytyczne programu polityki kulturalnej, opublikowane w organie Stronnictwa Ludowego „Przebudowa” w roku 1942).
Konspiracyjne spotkania członków Departamentu i inne odbywały się w prywatnym domu Radwana w Zalesiu Dolnym (willa „Siedziba” przy ul. Anny Jagiellonki 12). W tym domu zorganizowano w roku 1939 szpital polowy, a w kolejnych latach tajną prywatną szkołę, prowadzoną przez Helenę Radwanową i Ewę Krauze (siostrzenicę Radwana). Spotykali się tu działacze konspiracyjni, m.in. Stanisław Lorentz, Józef Zawadzki, Wanda Dąbrowska, Jerzy Zawieyski, Stanisław Pieńkowski, Wacław Borowy. Tu planowano i organizowano sieć Tajnych Uniwersytetów Ludowych.

## Okres po II wojnie światowej
Od 1 stycznia 1946 do 30 maja 1947 był radcą w Gabinecie Ministra Oświaty, Czesława Wycecha, zajmując się głównie sprawami szkolnictwa zawodowego – napisał książkę pt. Problemy kształcenia zawodowego (1947). Działał w:
- zarządzie Towarzystwa Uniwersytetów Ludowych,
- Komisji Selekcyjno-Kwalifikacyjnej Towarzystwa Burs i Stypendiów,
- Komisji Oświatowej Ruchu Ludowego,

Był członkiem PSL. Po opuszczeniu Ministerstwa uczył w Szkole Podstawowej w Zalesiu Dolnym oraz zajmował się działalnością publicystyczną (część prac pozostawił w rękopisie).
Zmarł 1 lipca 1963 roku. Został pochowany na cmentarzu w Jazgarzewie (pow. piaseczyński).

## Ordery i odznaczenia
- Krzyż Oficerski Orderu Odrodzenia Polski (7 listopada 1925)[9]
- Odznaka tytułu honorowego „Zasłużony Nauczyciel Polskiej Rzeczypospolitej Ludowej” (1958)[3]

## Upamiętnienie
Formą upamiętnienia Władysława Radwana są poświęcone mu wydawnictwa książkowe i inne publikacje nt. działalności oświatowej w Polsce w XX wieku.